# Karan Brar
Karan Brar, född 18 januari 1999 i Redmond, Washington, är en amerikansk skådespelare. Han har bland annat spelat rollen som Ravi Ross i Jessie. Karan Brar blev 2011 populär i sin biroll i filmen "Diary of a Wimpy Kid". Karans föräldrar har indisk härkomst.

## Film
- 2010 – Diary of a Wimpy Kid
- 2011 – Diary of a Wimpy Kid: Rodrick Rules
- 2012 – Diary of a Wimpy Kid: Dog Days
- 2012 – Chilly Christmas (kortfilm)
- 2014 – Mr. Peabody & Sherman (som röstskådespelare)
- 2015 – Invisible Sister

## TV
- 2011 – Jessie (TV-serie)
- 2012 – Austin och Ally (TV-serie)
- 2012 – Par i kungar (TV-serie)
- 2013 – Pass the Plate (TV-serie)
- 2013 – Sofia the First (TV-serie)
- 2014 – Lab Rats (TV-serie)
- 2014 – Ultimate Spider-Man (TV-serie)